# Paramuricea biscaya
Paramuricea biscaya is een zachte koraalsoort uit de familie Plexauridae. De koraalsoort komt uit het geslacht Paramuricea. Paramuricea biscaya werd in 1977 voor het eerst wetenschappelijk beschreven door Grasshoff. 